# NGC 669
NGC 669 je spirální galaxie v souhvězdí Trojúhelníku. Její zdánlivá jasnost je 12,5m a úhlová velikost 3,1′ × 0,6′. Je vzdálená 215 milionů světelných let. Je členem kupy Abell 262. Galaxii objevil 28. listopadu 1883 Édouard Jean-Marie Stephan.